# 張林 (中國民運人士)
张林（1963年6月2日—），男，安徽蚌埠人，中国自由撰稿人、作家、民运人士，89民运领袖。

## 生平
1979年9月，张林以安徽蚌埠考区第一名的优异成绩考取清华大学，曾担任《清华大学历史地理学社》社长，后肄业。于1986年辞去公职，在安徽、海南、云南等地宣传自由民主理念。
1989年，张林因组织领导皖北市民和学生，支持和参与89民运，被判刑两年；出狱后，又因在北京参与筹办“劳动者权利保障同盟”，被劳教三年。
1997年从劳教所出来后，张林获赴美签证，前往美国；第二年即从美国闯关返回中国大陸，结果回国第二天即被警察带走，再次被判劳教三年。
2005年，张林因进京参加前中共领导人赵紫阳追悼会，被冠以“煽动颠覆罪”入狱。2007年，张林因其30万字的自传体作品《悲怆的灵魂》，被独立中文作家笔会授予“狱中作家奖”。诗人王一梁对该书高度评价，表示单凭这本书就可使张林入文学最高殿堂。 
2009年3月，澳洲的《自由圣火》网站把2009年年度的自由文化奖之人权奖授予给尚在狱中的张林。同年8月，张林获释出狱。2012年7月，张林在湖南会友途中，曾突然失踪，后被证实是国保强制邀请“喝茶”。2013年7月因争取女儿就学的权利而被刑事拘留，2014年9月5日被蚌埠蚌山区法院以“聚众扰乱公共场所秩序罪”一审判刑3年6个月。2016年9月因减刑而提前获释。

## 事件

### 2013年10歲女兒遭關押
2013年2月27日下午张林十岁女儿张安妮被四个国保从合肥琥珀小学带走，被单独关押3小时，后和张林被关在一起，小安妮共被关押20个小时。后来，张林父女被软禁在安徽蚌埠。
2013年4月6日至16日，律师援助团和网友围观团从全国各地来到合肥声援张安妮复学，4月8日张林父女被律师援助团和网友围观团从蚌埠解救到合肥，张林和律师网友护送张安妮至琥珀小学，要求复学被校方拒绝，校方要求张林提供警方的安全保证，显然张林无法提供。10日开始律师刘卫国宣布开始在琥珀小学绝食绝水24小时，绝食接力持续到16日被清场。期间有网友在广场举行烛光晚会，有网友在街头为安妮单独授课，还有网友在公安厅门前搭帐篷露宿，还有街头演讲等多种多样的声援活动。
2013年4月16日合肥声援张安妮复学现场遭清场，张林和女儿张安妮再被押回蚌埠。数百便衣参与行动，声援的网友被警方带走十余人，当天有些被释放，有些被户籍地国保接回原籍。还有一些下落不明。
2013年7月18日张林被蚌埠警方带走秋后算账，次日被当局以“涉嫌聚众扰乱公共场所秩序罪”刑事拘留。
2013年9月初张林好友退役中校姚诚带张安妮和其妈妈和姐姐来上海美领馆办理赴美求学手续，3日晚姚诚被警方拘捕，7日中午安妮在姐姐陪同下在上海浦东机场乘机去美国，美领馆工作人员前往送行。美国西部时间9月7日上午八点到达旧金山机场。妇权无疆界负责人瑞秋女士到机场迎接。瑞秋夫妇将成为小安妮在美国的监护人，代替张林照顾小安妮的生活，给她一个温暖的家。

## 著作
张林的代表作为《悲怆的灵魂》。1998年10月，张林闯关回国打算继续从事民运，又被判3年劳教。2001年从劳教所获释后，张林开始撰写《悲怆的灵魂》一书。该书由美国博大出版社于2005年出版，是一部自传性质的作品，记述了作者的成长、奋进、受难与抗争。全书有400多页，约30万字。
作家胡平发表书评，认为作者在该书中直抒胸臆，刻画对于政治犯而言，比地狱还可怕的国内监狱，及在其中面临生存的艰难、肉体的折磨、疾病的摧残、精神的苦痛、心灵的煎熬、灵魂的悲怆。在此恶劣环境下，正常人性会变得中毒、麻木和残废，即作者所说的劳改后遗症，这会严重摧残一个人思考、阅读和写作能力。胡平认为作者清醒意识到劳改后遗症对自己的危害，以极大毅力自我治疗；《悲怆的灵魂》不仅是作者奋斗与受难的记录，也是作者自我超越的证明。同时，胡平认为该书使人们更理解自由的本质。作者为得到更多自由而一次又一次失去仅有的自由，初看是自相矛盾，特别是来美之后，既已获得自由，何苦又冒险回去？胡平引用作家弗朗西斯·福山在《历史的终结及最后之人》（The End of History and the Last Man）的话：“人类的历史，是建立在为了人性的尊严而斗争的原则之上。人类首要的追求是把人当人看，要求别人把自己作为一个人来尊重。人之所以为人，在于他有生存的勇气，有能力去冒生命的风险去实现自己”。胡平认为《悲怆的灵魂》表达作者不甘屈服于强权，而捍卫自己尊严，显示独立自主意志，以不屈不挠的抗争，证明了高贵的自由精神。
台湾、香港资深政经评论家、专栏作家凌锋在撰写的书评《中国的悲怆与张林的呐喊》中，引用了一位中国乐评家对柴科夫斯基的传世代表作《第六悲怆交响曲》时的评论：“它深刻表现处在沙皇反动统治下的他不满现实、向往正义和欢乐，而又找不到出路的仿徨心情，他以极为成熟和发展了的交响乐手法宣泄了内心深处的、难以言喻的悲怆”。凌锋称作者此书给予他的感觉，与《第六悲怆交响曲》给那位乐评家的感觉相仿。凌锋表示，看完全书，懂得作者的呐喊，不是他个人的呐喊，而是全国、全民族的呐喊，是全国﹑全民族“内心深处的﹑难以言喻的悲怆”。